# 다케시타 와타루
다케시타 와타루(일본어: 竹下 亘, 1946년 11월 3일~2021년 9월 17일)는 7선 중의원 의원을 지낸 일본의 정치인이다.

## 생애
1946년에 시마네현 이시군 가케야정(현 운난시)에서 태어났다. 가케야정립 가케야 소학교, 이즈모시립 제일중학교, 게이오기주쿠 고등학교를 거쳐 1969년에 게이오기주쿠 대학 경제학부를 졸업했다. 이후 일본방송협회에 입사하여 경제부 기자로 활동했다. 『경제 위클리』 캐스터, 『NHK 모닝와이드』나 『NHK 경제매거진』 등의 프로그램에서 리포터나 해설역을 맡았고 이후 퇴사한 뒤 이모형인 다케시타 노보루의 비서가 되어 정계에 입문했다.
2000년에 노보루가 정계 은퇴를 표명하자 후계자가 되어 자유민주당 공천을 받고 같은 해 총선에 출마했다. 형의 지역구인 시마네현 제2구를 물려받아 민주당의 니시코리 아쓰시를 꺾고 당선에 성공했다.
2005년에 3선 의원이 된 뒤 제3차 고이즈미 내각에서 환경대신정무관이 되었다. 2008년 후쿠다 야스오 내각 (개조)에선 재무부대신(세제, 관세 담당)이 되어 아소 내각 때까지 유임됐다.
2012년 자유민주당 조직운동본부장이 되었고 2013년에는 자유민주당 시마네현지부연합회장이 되었다. 제2차 아베 신조 내각 (개조)이 발족한 2014년 9월에 부흥상으로 임명돼 첫 입각했다. 이때 도쿄전력 후쿠시마원자력 발전소 사고의 재생을 위한 총괄 시책을 추진하는 기획을 입안하는 사무도 함께 맡았다. 부흥상 임기는 제3차 아베 신조 내각 때까지인 2015년 10월까지 이어졌다.
2016년 8월 중의원 예산위원장이 되었으며 8월 당직 인사를 통해 국회대책위원장에 취임했다. 2017년 8월엔 자유민주당 총무회장이 되었다. 2018년 4월 헤이세이 연구회 회장에 취임했다.
2019년 1월 기자회견을 통해 식도암 때문에 입원한다는 소식을 전했다. 다만 주치의 진단에 의하면 빠르면 몇 개월만에 복귀할 수 있다고 하여 파벌 회장직에서 물러나진 않으며 대신 최고고문인 누카가 후쿠시로, 회장 대행 모테기 도시미쓰와 요시다 히로미 등에게 파벌의 운영을 잠시 맡기기로 했다. 같은 해 4월 시마네현지사 선거에서 보수 분열로 인해 자민당이 패배하자 이에 대한 책임을 지고 2020년 8월에 시마네현지부 연합회장직에서 물러났다.
2021년 7월에 차기 총선에 출마하지 않겠다고 선언해 정계를 은퇴했다. 그리고 2개월 뒤인 9월 17일 21시 15분에 자택에서 사망했다. 사인은 식도암이었으며 향년 74세였다. 사후에 종3위에 추서됐으며 욱일대수장을 추증받았다.

## 논란
2017년 9월 조선민주주의인민공화국이 괌에 미사일을 쏘겠다고 위협하던 때 다케시타가 당대회에서 "히로시마는 아직 인구가 많지만 시마네에 떨어지는 건 아무런 의미도 없다"라고 발언했다. 다음 날에 "전략적으로 생각했을 때 북한이 시마네를 노릴 리가 없다는 생각을 말한 거였다"라고 해명했지만 발언에 문제가 있다는 주장에 대해선 어디가 부적절하냐며 사과는 하지 않았다.
2017년 11월 기후시의 산업회관에서 당지부 강연에 참석해 "(국빈의) 파트너가 동성이라면 나는 (만찬회 참석에) 반대한다. 일본의 전통에 맞지 않는다"라고 발언했다. 비판이 일자 다음 날 "반성하고 있다. 말하지 않았다면 좋았을 거라 생각하고 있다"라며 발언을 철회했다.
2018년 3월 모리토모 학교 비리 사건과 관련해 "아베 아키에 씨가 민폐를 끼친 건 사실이지만 (비리에) 관여된 것과 민폐를 끼친 건 구분해서 봐야 한다"라고 말했다.

## 가족 관계
아버지는 시마네현의회 의원을 지낸 다케시타 유조다. 그리고 제74대 일본의 내각총리대신을 지낸 다케시타 노보루는 22살이나 차이나는 이모형이다. 와타루의 아내는 후쿠다구미의 회장을 역임한 후쿠다 쇼의 차녀로 오자와 이치로의 전처의 여동생이기도 하다. 자식은 아들이 둘 있는데 정치에 흥미가 없어 와타루가 죽은 뒤에도 정계에 입문하지 않았다.

## 역대 선거 기록
|  | 66.08% |

|  | 63.77% |

|  | 51.9% |

|  | 54.91% |

|  | 67.72% |

|  | 69.19% |

|  | 67.82% |

| 전임 네모토 다쿠미 | 제3·4대 부흥대신 2014년 9월 3일~2015년 10월 7일 | 후임 다카기 쓰요시 |